# Эль-Хасака (район)
Эль-Хасака (араб. الحسكة‎ курд. Hesiçe) — район (минтака) в составе мухафазы Эль-Хасака, Сирия. Административным центром является город Эль-Хасака.

## География
Находится в центральной и южной части  мухафазы Эль-Хасака. На востоке граничит с Ираком, на юге и западе с мухафазой Дейр-эз-Зор, а на севере с районами Рас-эль-Айн и Эль-Камышлы.

## Административное деление
Район разделён на 7 нахий.
| Нахия                   | Административный центр | Население (2004 г.), чел. | Карта |
| ----------------------- | ---------------------- | ------------------------- | ----- |
| Эль-Хасака              | Эль-Хасака             | 251 570                   |       |
| Телль-Тамер             | Телль-Тамер            | 50 982                    |       |
| Эш-Шаддад               | Эш-Шаддад              | 58 916                    |       |
| Маркада                 | Маркада                | 34 745                    |       |
| Бир-эль-Хелу эль-Вардия | Бир-эль-Хелу           | 38 833                    |       |
| Эль-Ариша               | Эль-Ариша              | 30 544                    |       |
| Эль-Хол                 | Эль-Хол                | 14 804                    |       |